# Цайтларн
Цайтларн (нім. Zeitlarn) — громада в Німеччині, розташована в землі Баварія. Підпорядковується адміністративному округу Верхній Пфальц. Входить до складу району Регенсбург.
Площа — 16,11 км2. Населення становить 5801 ос. (станом на 31 грудня 2020).